# 룡성구역
룡성구역(龍城區域, 표준어: 용성구역)은 조선민주주의인민공화국 평양시의 19개 구역의 하나이다. 인구는 2008년 기준으로 195,891명이다.

## 지리
평양시의 북부에 위치한다. 동쪽으로 은정구역, 삼석구역, 서쪽으로 순안구역, 형제산구역, 남쪽으로 서성구역, 대성구역, 북쪽으로 평안남도 평성시와 접한다.

## 역사
- 해방전 대동군의 임원면, 부산면, 용악면, 시족면 일대에 해당했다.
- 1959년 9월 - 대성구역의 일부와 평안남도 순안군의 일부를 합병해 룡성구역을 설치하였다.

## 교육
- 김정일정치군사대학

## 행정 구역
15개의 동으로 구성된다.
- 청계동 (淸溪洞)
- 화성동 (和盛洞)
- 마산동 (馬山洞)
- 림원동 (林原洞)
- 어은동 (御恩洞)
- 중이동 (中二洞)
- 룡궁 1동 (龍宮 1洞)
- 룡궁 2동 (龍宮 2洞)
- 룡성 1동 (龍城 1洞)
- 룡성 2동 (龍城 2洞)
- 룡추 1동 (龍秋 1洞)
- 룡추 2동 (龍秋 2洞)
- 룡문동 (龍門洞)
- 대천동 (大泉洞)
- 명오동 (明梧洞)

## 관광
- 임원저수지
- 용골산
- 건지산
- 국사봉
- 노산천

## 같이 보기
- 조선민주주의인민공화국의 지도자 관저